# ماکون (ایلینوی)
ماکون، ایلینوی (به انگلیسی: Macon, Illinois) یک شهر در ایالات متحده آمریکا است که در شهرستان مکن واقع شده‌است.